# روسو ۲۹۵۰
سیارک ۲۹۵۰ (به انگلیسی: 2950 Rousseau، نامگذاری:1974VQ2) دو هزار و نهصد و پنجاهمین سیارک کشف شده‌است که در ۹ نوامبر ۱۹۷۴ کشف شد.
قدر مطلق سیارک برابر ۱۱٫۹۰ است.